# Kościół św. Doroty w Radkowie
Kościół świętej Doroty – rzymskokatolicki kościół parafialny należący do dekanatu Nowa Ruda-Słupiec diecezji świdnickiej.

## Historia
Obecna świątynia została wzniesiona w latach 1570-1588 dla protestantów. W 1624 roku przejęli ją katolicy i otrzymała wezwanie św. Doroty. Spaliła się podczas wielkiego pożaru w 1738 roku, który ją strawił prawie całkowicie. Odbudowa została zakończona w 1740 roku. Została przeprowadzona według nowego stylu barokowego, głównie jeżeli chodzi o wnętrze. Jako relikty z XVI wieku zachowały się obie kruchty: południowa i północna. Na zewnątrz świątynia posiada dość surową, kamienną bryłę, nad którą dominuje czworoboczna wieża zwieńczona cebulastym hełmem i galeryjką. W zachodniej części świątyni dach jest zwieńczony małą sygnaturką. Wnętrze jest podzielone na trzy nawy, nakryte sklepieniem kolebkowym z lunetami i trójboczne prezbiterium nakryte sklepieniem krzyżowo-żebrowym. Budowla posiada trzy ołtarze: główny i dwa boczne, pochodzące z czasów odbudowy po pożarze w 1738 roku. W ołtarzu głównym znajduje się scena Ukrzyżowania. Ołtarze boczne dedykowane są św. Joachimowi i św. Alojzemu. Przy bocznych filarach znajdują się drewniane figury, m.in. Jana Nepomucena i św. Bartłomieja.

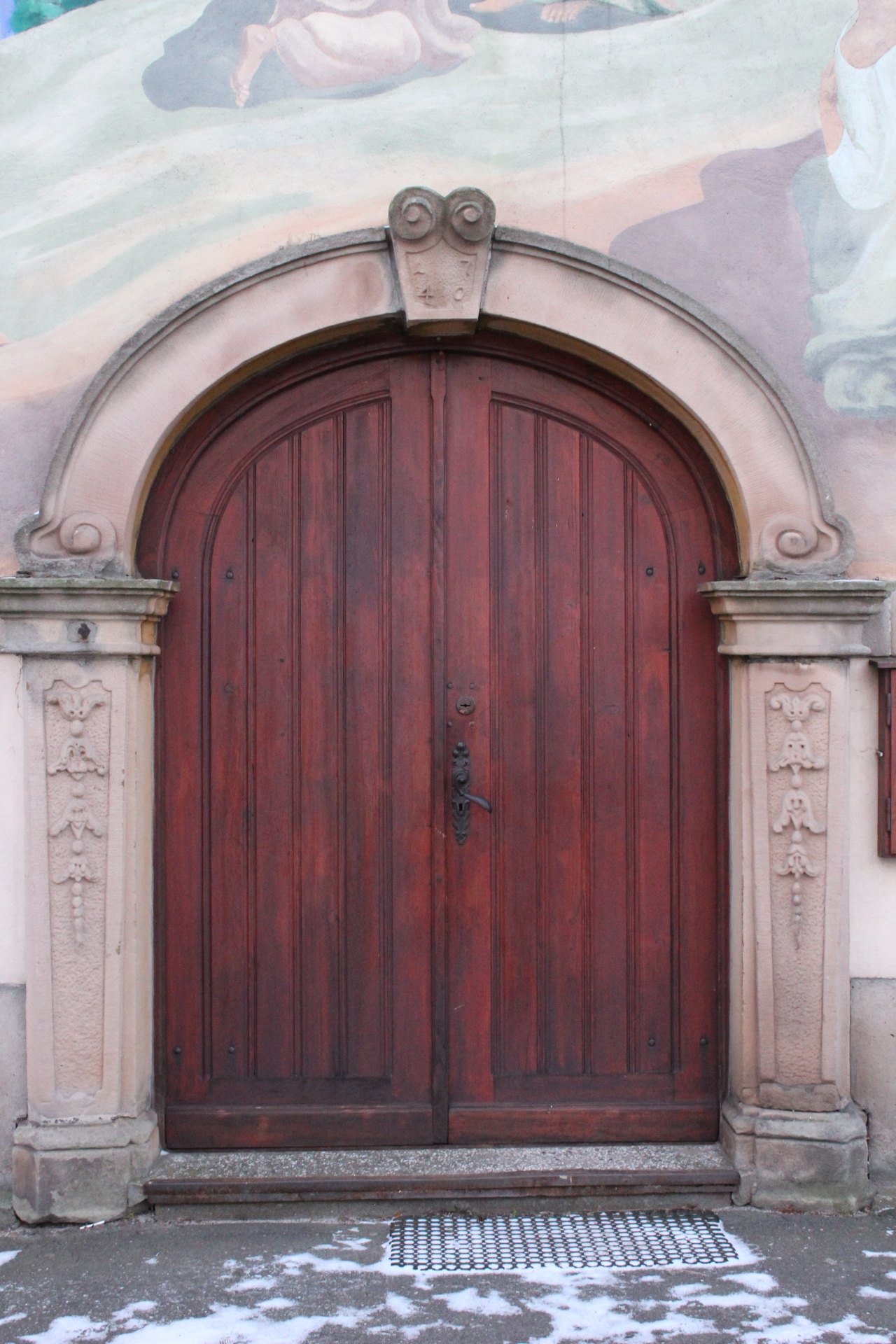
Portal
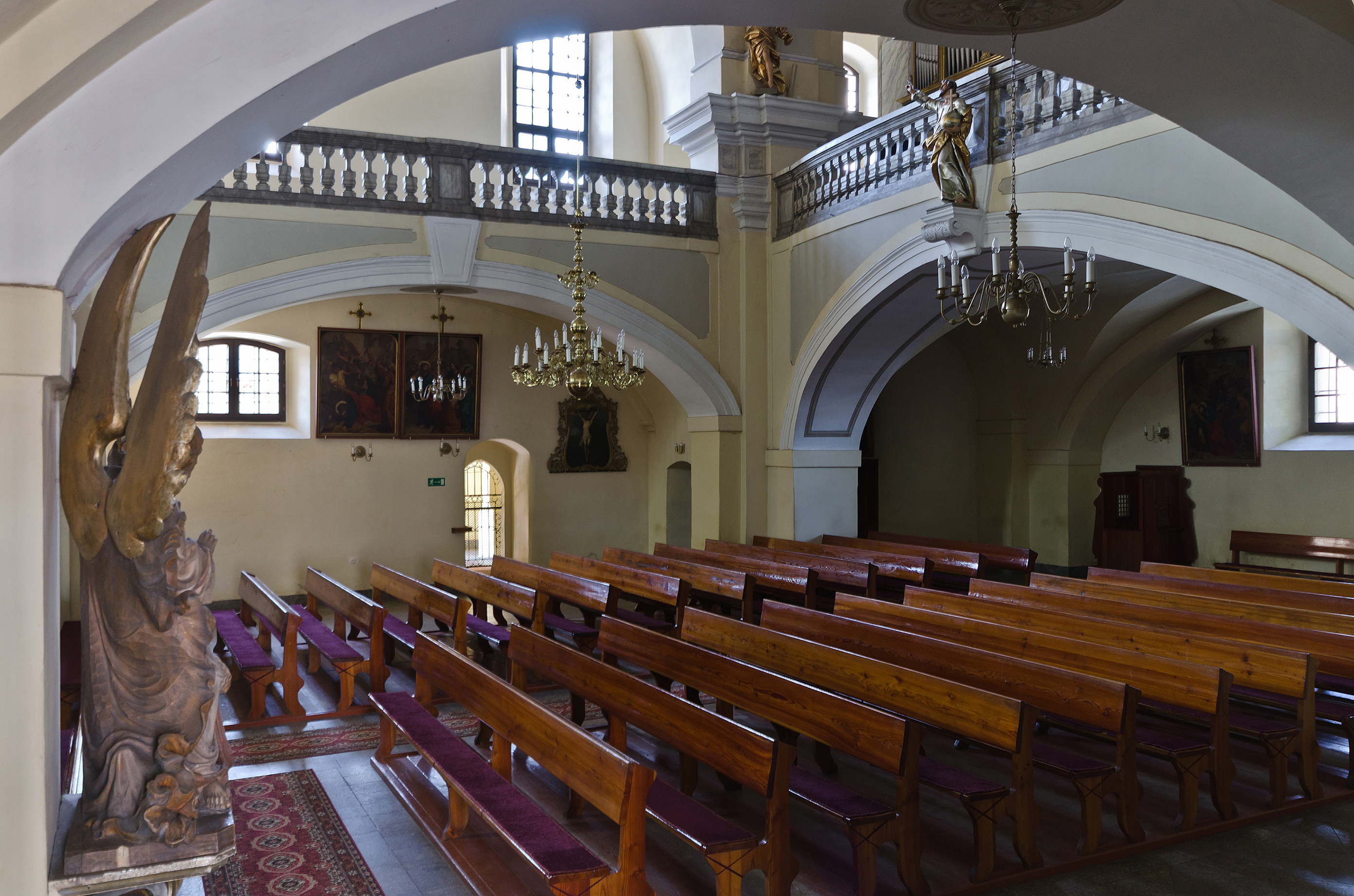
Wnętrze świątyni